# Eliza Blair
Eliza Blair (* 20. November 1976) ist eine ehemalige australische Leichtgewichts-Ruderin.  
Die 1,71 m große Eliza Blair vom Melbourne University Boat Club belegte bei den australischen Interstate Championships 1996 den zweiten Platz im Leichtgewichts-Vierer, 1997 und 1998 gewann sie, 1999 siegte sie mit dem Leichtgewichts-Doppelvierer und 2000 war sie in dieser Bootsklasse Zweite. 
International ruderte sie bei den Ruder-Weltmeisterschaften 1996 zusammen mit Justine Joyce im Leichtgewichts-Zweier ohne Steuerfrau auf den fünften Platz. 1997 gewannen die beiden beim Weltcup in Paris. Bei den Ruder-Weltmeisterschaften 1997 auf dem Lac d’Aiguebelette siegten die beiden vor den Booten aus den Vereinigten Staaten und aus dem Vereinigten Königreich. Die bei diesem Titelgewinn erzielte Zeit von 7:18,32 min wurde in den zwanzig Jahren danach nicht unterboten, die Bootsklasse gehörte von 2004 bis 2017 nicht zum internationalen Wettkampfprogramm.
1998 wechselte Blair zum Skullrudern. Im Weltcup belegte sie in Hazewinkel den achten Platz im Leichtgewichts-Doppelzweier und in Luzern den zweiten Platz im Leichtgewichts-Doppelvierer. Bei den Ruder-Weltmeisterschaften 1998 erreichte der Doppelvierer den fünften Platz. Zwei Jahre später gewann der australische Leichtgewichts-Doppelvierer mit Eliza Blair, Sally Causby, Amber Halliday und Catriona Roach die Silbermedaille hinter dem deutschen Boot bei den Ruder-Weltmeisterschaften 2000 in Zagreb.
Eliza Blair ist Architektin in Melbourne.